# Schlacht von Ain Zara
Tripolis – Mechiya Oasis – Al-Hani – Preveza – Kuwayfia – Tobruk – Ain Zara – Al-Qunfudha – Beirut – Al-Fwaihat – Derna – Rhodos – Zanzur – Misrata – Sidi Bilal
Die Schlacht von Ain Zara fand während des Italienisch-Türkischen Krieges am 4. Dezember 1911 zwischen italienischen und osmanischen Streitkräften an der Oase Ain Zara bei Tripolis (Tripolitanien, heute Libyen) statt, wo die Osmanen eine befestigte Stellung errichtet hatten.

## Hintergrund
Im Oktober 1911 landeten nach dem Ausbruch des Italienisch-Türkischen Krieges italienische Truppen an der libyschen Küste an und nahmen die Stadt Tripolis ein. Das weitgehend unabhängige Vilâyet Tripolitanien stand unter osmanischer Oberhoheit. Um das Landesinnere Tripolitaniens zu erobern, musste die italienische Armee die Oase Ain Zara, rund 8 km südlich von Tripolis einnehmen. Hier hatten die Truppen des osmanischen Reiches mit der Hilfe arabischer Streitkräfte eine Festung mit 4.000 bis 8.000 Soldaten unter dem Kommando von Neşat Bey und geschützt von acht 87-Millimeter-Geschützen erbaut. Die Stellung gehörte zu den wichtigsten osmanischen Stellungen in der Region und von hier wurden zahlreiche Vorstöße der Osmanen gegen italienische Stellungen gestartet.

## Verlauf
Am 4. Dezember 1911 brachen 12.000 italienische Soldaten in drei Kolonnen nach Ain Zara auf. Die rechte Kolonne unter Führung von General Guglielmo Pecori Giraldi wurde von der 1. Brigade gestellt, die vom 93. Regiment der 5. Brigade der 3. Infanteriedivision von General Felice De Chaurand unterstützt wurde. Die zentrale Kolonne wurde von General Clemente Lequio geführt und bestand aus Soldaten der Bataillone der Granatieri di Sardegna, der Alpini und des 11. Bersaglieri-Regiments. Die linke Kolonne, angeführt von Oberst Amari und mit dem Schutz der Straße nach Suq al-Dschumʿa beauftragt, bestand aus zwei Bataillonen des 52. Infanterieregiments der 6. Brigade. Die Operation wurde von der italienischen Marine-Artillerie unterstützt. Das von General de Chaurand angeführte Regiment führte einen Ablenkungsangriff durch.
Lequios Truppen führten unter dem Feuer der osmanischen Artillerie einen Frontangriff mit 149/23-mm-Geschützen und 210-mm-Haubitzen durch, während Giraldis Brigade ein Flankenmanöver versuchte. Die osmanischen Streitkräfte starteten Gegenangriffe, die jedoch abgewehrt wurden. Nach 15.00 Uhr zogen sich die osmanischen Truppen nach einer drohenden Einkesselung durch Giraldis Truppen aus der Oase nach Süden zurück und ließen ihre gesamte Artillerie zurück. Giraldi besetzte die Positionen bei Ain Zara, während Amaris Kolonne, deren Angriffe nicht erfolgreich gewesen waren, zurückgerufen wurde. Während des folgenden Tages durchsuchten italienische Infanterie und Kavallerie die umliegenden Gebiete, verfolgten die osmanisch-arabischen Streitkräfte und ergriffen einige Karawanen, überfielen vier Lager und erbeuteten Waffen, Munition, Zelte, Vorräte und Vieh.
Italienische Opfer waren Oberst Giovanni Pastorelli vom 40. Infanterieregiment, der posthum mit der Goldmedaille für militärische Tapferkeit ausgezeichnet wurde, sowie 16 Soldaten. Außerdem wurden acht Offiziere und 163 Soldaten verletzt. Die osmanischen Verluste wurden auf mehr als 50 Tote geschätzt, darunter zwei Offiziere sowie über 50 Verwundete; unter den arabischen Opfern waren mehr als 100 Tote.

## Folgen
Nach der Eroberung der Oase verstärkten italienische Truppen die Stellung und bauten eine neue Eisenbahnstrecke, die Ain Zara mit Tripolis verband.
Im Januar 1912 versuchten die osmanischen Streitkräfte mit rund 4.000 Soldaten (500 reguläre osmanische und 3.500 arabische Soldaten) einen Gegenangriff, um Ain Zara zurückzuerobern. Das italienische Kommando hatte jedoch von diesem Plan erfahren und verstärkte die Abwehr von Ain Zara auf drei Infanterie-Regimenter, das 2. Grenadier-Bataillon, das Alpini-Bataillon „Mondovi“ und einige Artillerie-Batterien. Nach einigen Gefechten am 27. Januar starteten die osmanischen Streitkräfte ihren Angriff am 28. Januar. Die türkischen und arabischen Streitkräfte versuchten, die italienischen Stellungen einzukreisen und einzunehmen, wurden jedoch durch Artillerie und Maschinengewehrfeuer vertrieben. Um 10 Uhr morgens wurde der Angriff abgebrochen und die osmanischen Truppen zogen sich zurück. Drei italienische Soldaten wurden getötet und 15 verwundet, die Zahl osmanischer Opfer ist unbekannt. Immer wieder versuchten die osmanischen Streitkräfte in der Folgezeit, die Oase zurückzuerobern, scheiterten jedoch und wurden am 5. Februar 1912 weit zurückgedrängt. Ain Zara blieb für den Rest des Krieges in italienischer Hand.
Als das 33. Bersaglieri-Bataillon in der Gegend einige Gräben aushob, entdeckte man ein römisches Mosaik, das vermutlich zur antiken römischen Stadt Oea gehörte. Das Mosaik wurde sorgfältig entfernt und nach Italien geschickt.